# Ramën Çepele
Ramën Çepele (Conegliano, 21 de marzo de 2003) es un futbolista italiano, nacionalizado albanés, que juega en la demarcación de defensa.

## Selección nacional
Tras jugar con la selección de fútbol sub-15 de Italia, la sub-16, la sub-17, y su nacionalización albanesa, finalmente debutó el 11 de noviembre de 2020 con la selección de fútbol de Albania en el encuentro de la Liga de Naciones de la UEFA 2020-21 ante Kosovo que terminó con victoria albanesa por 2-1 tras el gol de Vedat Muriqi para Kosovo, y de Bekim Balaj y Myrto Uzuni para Albania.

## Clubes
| Club           | País     | Año       | Partidos | Goles |
| -------------- | -------- | --------- | -------- | ----- |
| Hannover 96 II | Alemania | 2021-2023 | 4        | 0     |